# Leśny Kompleks Promocyjny Lasy Bieszczadzkie
Leśny Kompleks Promocyjny „Lasy Bieszczadzkie” – leśny kompleks promocyjny powołany Zarządzeniem Dyrektora Generalnego Lasów Państwowych Nr 63 z dnia 29 listopada 2011 roku, obejmujący swoim zasięgiem tereny Nadleśnictwa Stuposiany (całość), Nadleśnictwa Lutowiska (obręb Dwernik) oraz Nadleśnictwo Cisna (obręb Wetlina).
Zarządzeniem Nr 5 Dyrektora Generalnego Lasów Państwowych z dnia 19 stycznia 2015 roku do LKP Lasy Bieszczadzkie przyłączono obszary Nadleśnictwa Cisna (obręb leśny Cisna), Nadleśnictwa Lutowiska (obręb leśny Lutowiska) i włączono w całości Nadleśnictwa Baligród.

## Przynależność administracyjna
LKP Lasy Bieszczadzkie obejmuje obecnie w całości tereny nadleśnictw: Stuposiany, Lutowiska (powiat bieszczadzki), Cisna i Baligród (powiat leski). Zasięg terytorialny LKP „Lasy Bieszczadzkie” wynosi ponad 69,5 tys. ha.

## Położenie
LKP Lasy Bieszczadzkie położony jest w VIII Karpackiej Krainie przyrodniczo-leśnej. Leży częściowo w mezoregionach: Bieszczadów Niskich (VIII. 17) i Bieszczadów Wysokich (VIII. 18). Zgodnie z podziałem geomorfologicznym Polski południowej rejon ten należy do podprowincji Karpat Wschodnich, a według podziału na krainy zoogeograficzne znajduje się w Krainie Bieszczadów.
System rzeczny obszaru to dorzecze Wisły i zlewni Sanu (drugorzędny system rzeczny). San wraz z rozbudowanymi III-rzędowymi zlewniami Hoczewki, Solinki z dopływem Wetlinki oraz Wołosatego, tworzą gęstą sieć rzeczną o kratowo-widlastym charakterze.
Ważnym elementem wód powierzchniowych jest Jezioro Solińskie, powstałe u zbiegu Sanu i Solinki.

## Klimat
Zgodnie z podziałem Okołowicza, LKP Lasy Bieszczadzkie to obszar znajdujący się w karpackim regionie klimatycznym, zdominowanym przez wpływ gór oraz modyfikowanymi wpływami kontynentalnymi. Klimat Bieszczadów jest zróżnicowany i ściśle skorelowany z rzeźbą terenu oraz wysokością n.p.m. Charakteryzuje się dużymi dobowymi amplitudami temperatur powietrza, głównie przy zboczach narażonych na bezpośrednią ekspozycję słoneczną oraz małymi amplitudami rocznymi w partiach szczytowych. Przeważają tu wiatry południowe, południowo-zachodnie oraz zachodnie. Występują także tzw. dni ciszy atmosferycznej.

## Charakterystyka użytkowania gruntu
Na terenie LKP Lasy Bieszczadzkie dominującą formą użytkowania są lasy. Pozostałą część powierzchni zajmują zbiorowiska nieleśne (głównie łąki kośne).
Lesistość w zasięgu LKP wynosi ponad 96,5% własności Skarbu Państwa. 
Udział powierzchniowy gatunków liściastych wynosi ponad 61%, z przewagą buka. Gatunki iglaste zajmują ponad 38,9% z przewagą jodły.

## Formy ochrony przyrody
Teren LKP Lasy Bieszczadzkie jest bogaty pod względem przyrodniczo-krajoznawczym. Całość obszaru jest w zasięgu dwóch parków krajobrazowych:
- Ciśniańsko – Wetlińskiego Parku Krajobrazowego
- Park Krajobrazowy Doliny Sanu

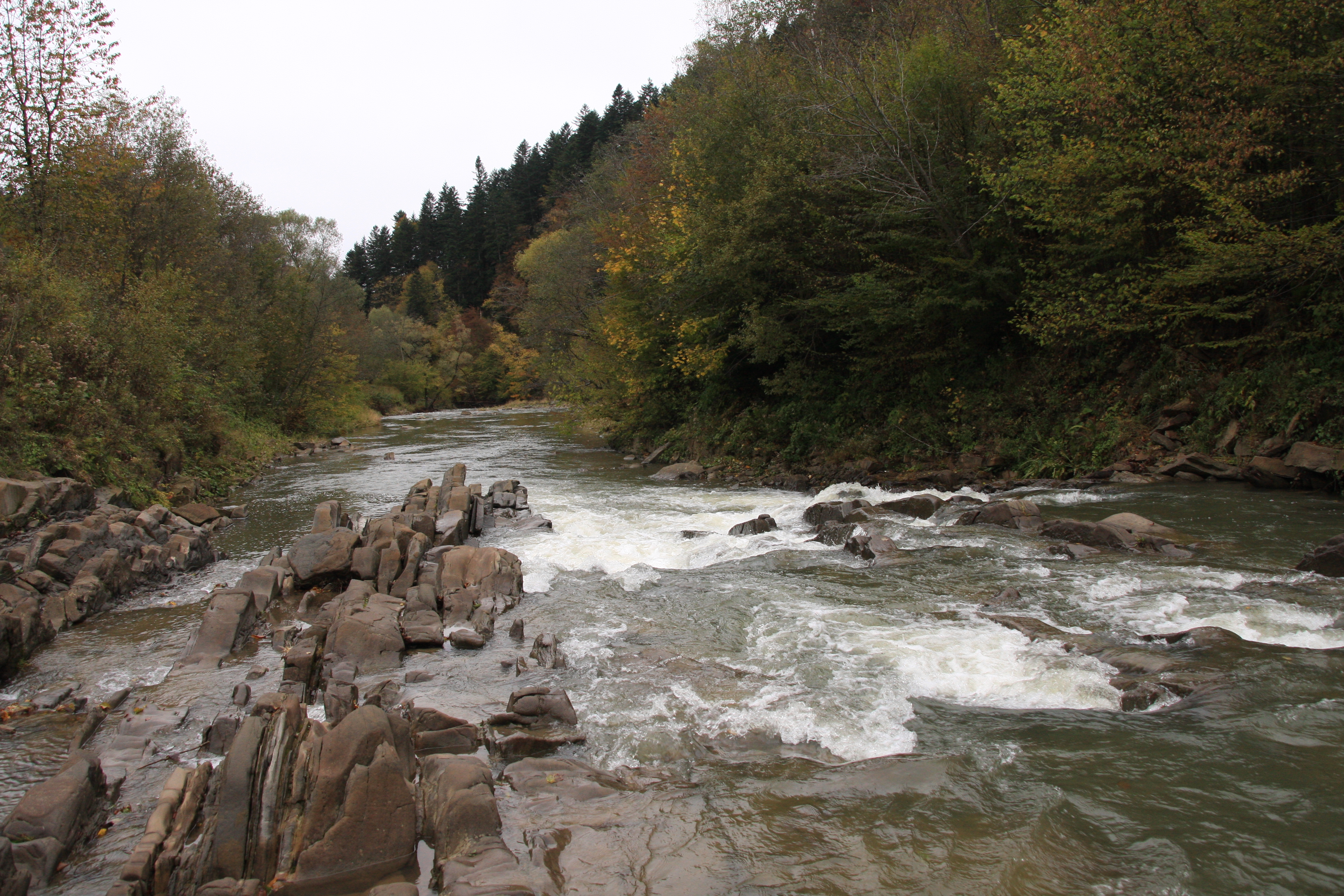
Sine Wiry

Oprócz tego na tym obszarze istnieje 9 rezerwatów przyrody, które łącznie zajmują powierzchnię ponad 1200 ha. Są to:
- „Cisy na Górze Jawor” (Nadleśnictwo Baligród)

- „Gołoborze” (Nadleśnictwo Baligród)

- „Sine Wiry” (Nadleśnictwo Cisna i Baligród)

- „Woronikówka” (Nadleśnictwo Baligród)
- „Olszyna Łęgowa w Kalnicy” (Nadleśnictwo Cisna)
- „Krywe” (Nadleśnictwo Lutowiska)
- „Hulskie im. Stefana Myczkowskiego” (Nadleśnictwo Lutowiska)
- „Śnieżyca wiosenna w Dwerniczku” (Nadleśnictwo Lutowiska)
- „Zakole” (Nadleśnictwo Stuposiany)

Ponadto sięga tu Wschodniobeskidzki Obszar Chronionego Krajobrazu, zaś całość LKP jest obszarem Natura 2000 PLC180001„Bieszczady”.

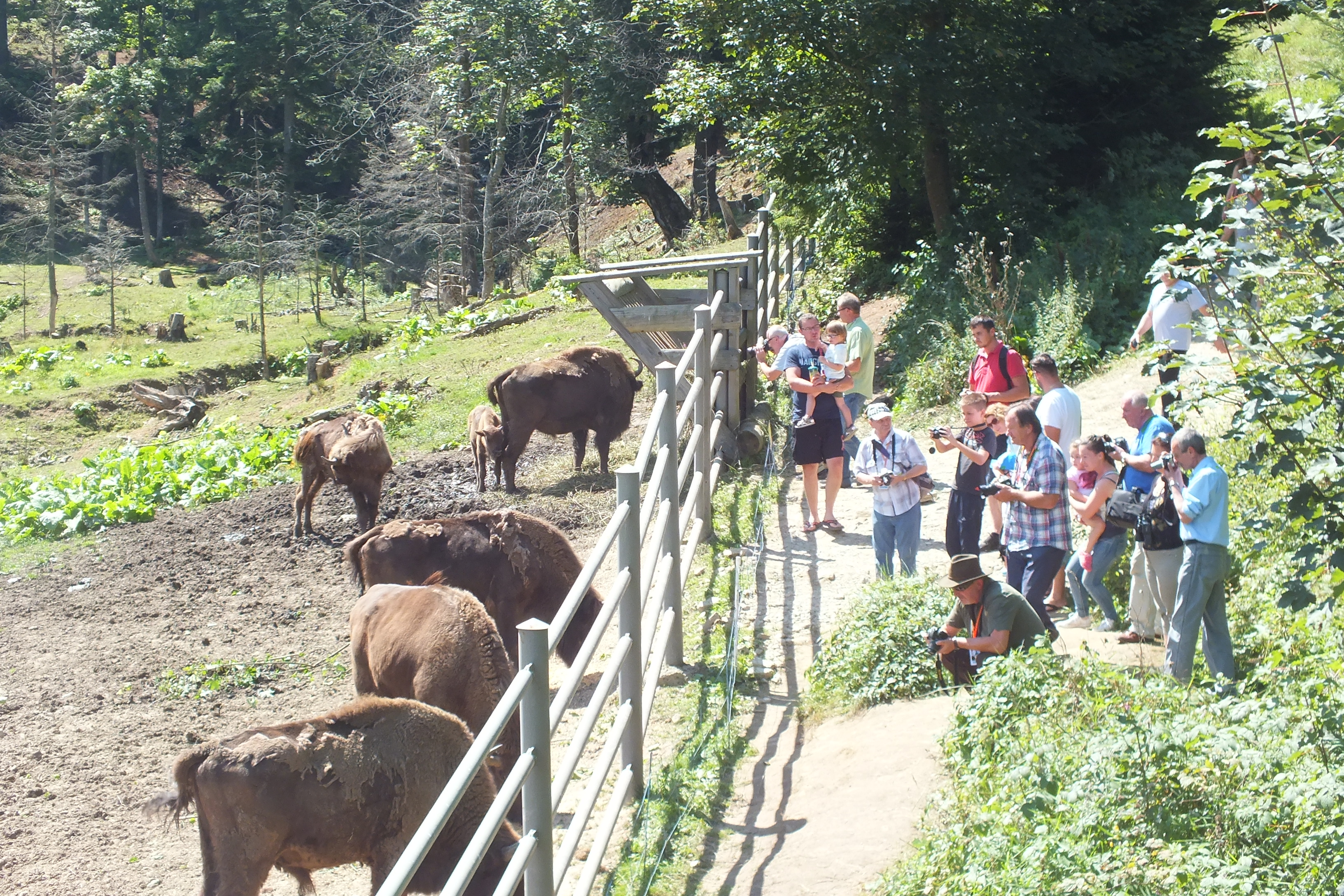
Zagroda pokazowa w Mucznem

## Edukacja i turystyka
Jedną z funkcji LKP jest edukacja przyrodnicza i ekologiczna społeczeństwa, ściśle związane z turystyką. Ma to na celu m.in. upowszechnianie wiedzy o środowisku leśnym oraz o zrównoważonej gospodarce leśnej, a także podnoszenie świadomości społeczeństwa w zakresie odpowiedzialnego korzystania z wszystkich funkcji lasu. Na terenie LKP „Lasy Bieszczadzkie” znajdują się m.in.:
- Zagroda żubrów[4]

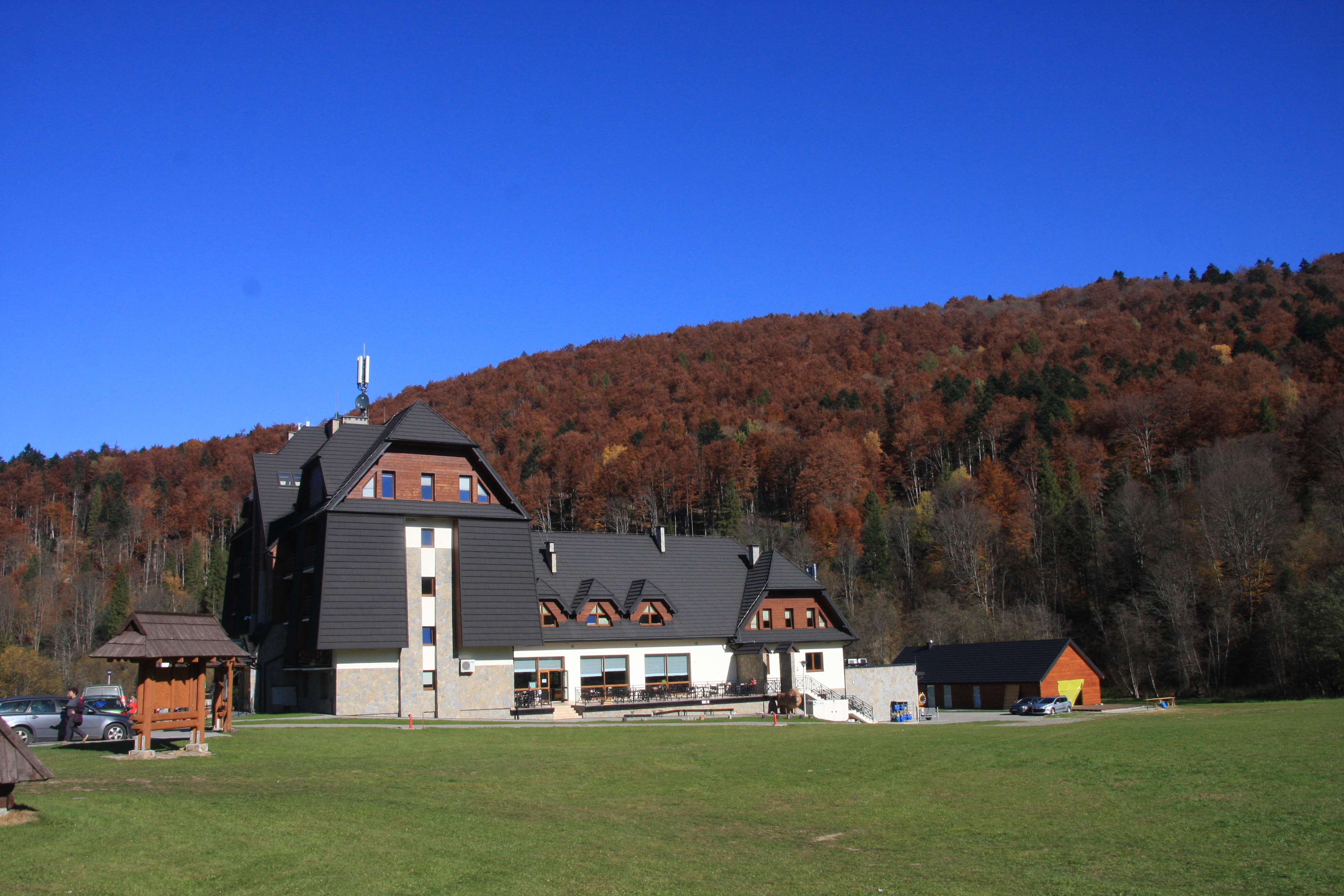
Centrum Promocji Leśnictwa w Mucznem

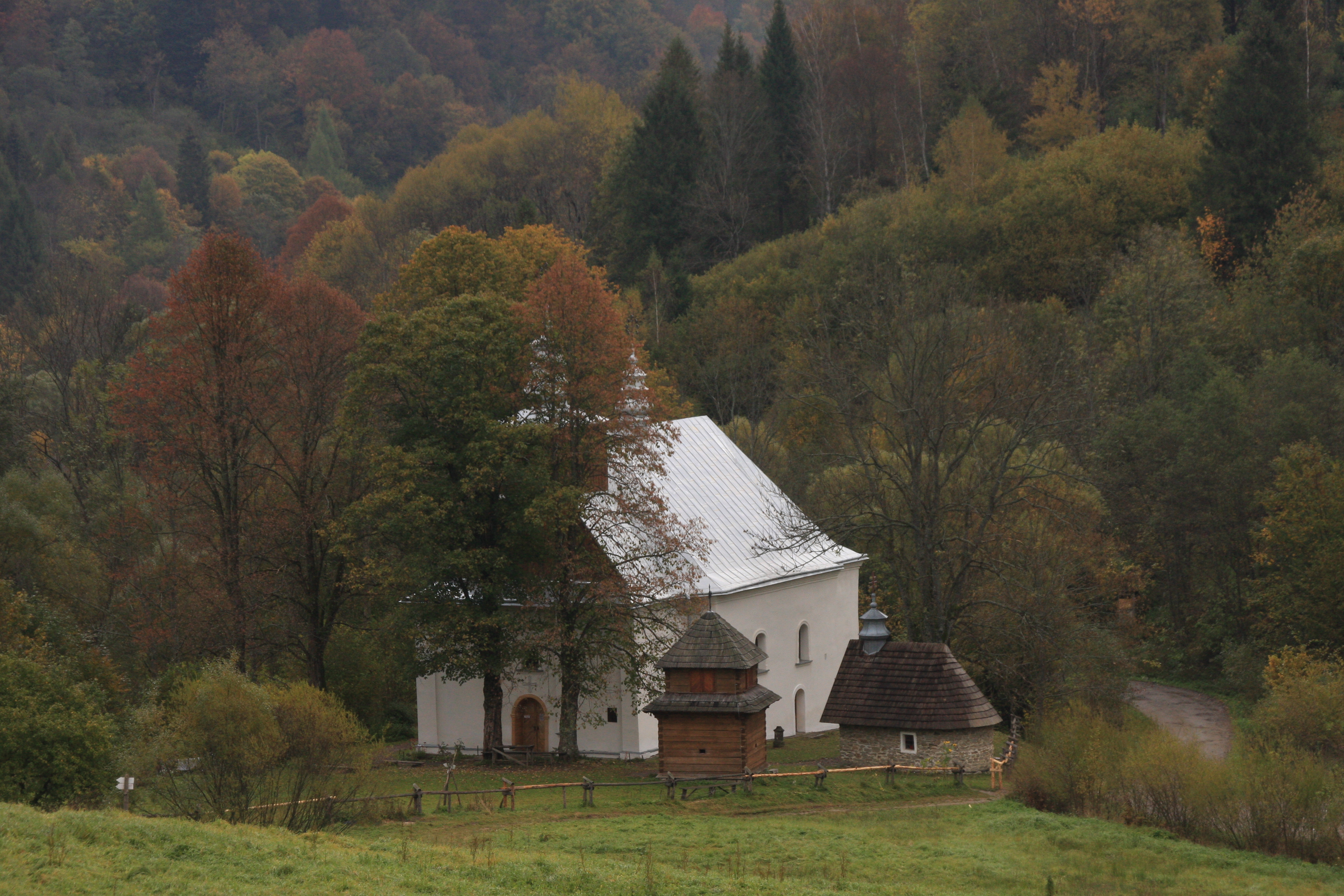
Cerkiew w Łopience odbudowana z ruin

- Centrum Promocji Leśnictwa w Mucznem[5]
- Pawilon wystawowy przy Centrum Promocji Leśnictwa[6]
- Arboretum Krzewów Polskich[7]
- Plenerowe Muzeum Węgla Drzewnego[8]
- Taras widokowy Pichurów[9]
- Filary mostu leśnej kolejki wąskotorowej[10]
- Dwernik – Kamień (1004m)
- Ruiny cerkwi w Hulskiem[11]
- Wodospad Szepit na potoku Hylatym[12]
- Ruiny cerkwi w Krywem
- Rezerwat „Sine Wiry”
- Pozostałości po cerkwiach i cmentarzach w miejscowościach Jaworzec, Łuh i Zawój[13]
- Polany widokowe na Dziurkowcu (1188 m) i Płaszy (1163 m)
- Dolina Łopienki
- Korbania (894 m n.p.m.)